# Michail Pawlowitsch Schtscherbakow
Michail Pawlowitsch Schtscherbakow (russisch Михаил Павлович Щербаков; * 10. November 1910; † unbekannt) war ein sowjetischer Theater- und Film-Schauspieler.

## Laufbahn
Schtscherbakow arbeitete zunächst von 1929 bis 1931 in einer Schuhfabrik in Saraisk. 1935 schloss er die Ausbildung beim Theater der Revolution ab trat dort für drei Jahre auf. 1938 erhielt der Nachwuchsdarsteller ein Engagement beim Jugendtheater von Gorki. Von 1942 bis 1945 diente er für die Rote Armee im Deutsch-Sowjetischen Krieg. Anschließend übernahm ihn das Armeetheater, ab 1946 war er dort im Zweiten Komödientheater tätig. Im selben Jahr gab der dunkelhaarige Mime in Беспокойное хозяйство (Bespokoinoje chosjaistwo) sein Filmdebüt. Bis Ende der 1970er Jahre folgten noch vereinzelte Projekte, wobei Schtscherbakow stets als Nebendarsteller oder Komparse auftrat. Er war zumeist in Märchenfilmen zu sehen. Einer seiner häufigen Filmpartner, auch außerhalb dieses Genres, war Georgi Milljar.

## Filmografie (Auswahl)
- 1949: Und wieder zusammen (Tri wstretschi)
- 1954: Im Eismeer verschollen (More studjonoje)
- 1956: Dragozenny podarok
- 1957/58: Der stille Don (Tichi Don)
- 1959: Die verzauberte Marie (Marija-Iskysniza)
- 1961: Die Rothaarige (Ryschik)
- 1963: Im Königreich der Zauberspiegel (Korolewstwo kriwych serkal)
- 1964: Väterchen Frost / Abenteuer im Zauberwald (Morosko)
- 1967: Aladins Wunderlampe (Wolschebnaja lampa Aladdina)
- 1968: Feuer, Wasser und Posaunen (Ogon, woda i … mednye truby)
- 1970: Die schöne Warwara (Warwara-Krasa, dlinnaja kosa)
- 1970: Schuld und Sühne (Prestuplenije i nakasanije)
- 1973: Der Hirsch mit dem goldenen Geweih (Solotye roga)
- 1975: Iwan und Marja (Iwan da Marja)